# Hochfilzen
Hochfilzen este o localitate în landul Tirol, Austria. Se află la o altitudine de 959 m deasupra nivelului mării. Are o suprafață de 32,7 km² și 32,68 km². Populația este de 1.196 locuitori, determinată în 1 ianuarie 2018.